# Peter Post
Petrus Franciscus Maria Post, detto Peter (Amsterdam, 12 novembre 1933 – Amsterdam, 14 gennaio 2011), è stato un pistard, ciclista su strada e dirigente sportivo olandese,vincitore dei campionati europei omnium endurance nel 1964.
Professionista dal 1956 al 1972, si distinse soprattutto nelle gare su pista, affermandosi come specialista delle sei giorni: ne vinse 65 su 155 cui prese parte, e per questo motivo in patria fu soprannominato De Keizer van de Zesdaagse ("l'imperatore delle sei giorni"). Nelle corse su strada fu competitivo nelle corse di un giorno: i suoi maggiori successi furono la vittoria del campionato olandese nel 1963 e della Parigi-Roubaix nel 1964. Salì tre volte sul podio della Freccia Vallone, ma non la vinse mai. Dopo il ritiro dalle corse ebbe successo come direttore sportivo, dirigendo le formazioni TI-Raleigh e Panasonic/Novemail.

## Carriera

### Carriera su strada
Nato ad Amsterdam, figlio di un macellaio, era soprannominato de Lange ("il lungo") per via della sua altezza, inconsueta per un ciclista. Esordì nel professionismo nel 1956 in una piccola squadra olandese, la RIH. Per qualche anno ebbe come compagno di corse Gerrit Schulte, un pistard che correva anche su strada, e fu per lui una figura di riferimento. Tra le prime vittorie della sua carriera quelle nel Giro dei Paesi Bassi del 1960 (dopo un secondo posto nel 1958) e nel Giro di Germania del 1962. Nel 1963 divenne campione olandese su strada e vinse il Giro del Belgio.
Nel 1964 divenne il primo olandese a vincere la Parigi-Roubaix. La corsa mantenne fin dall'inizio un ritmo molto sostenuto e i principali favoriti, Rik van Looy, Raymond Poulidor e Rudi Altig, si ritrovarono tagliati fuori dalla fuga decisiva, partita all'altezza di Arras. Il compagno di squadra di Post, Willy Bocklant, si inserì nella fuga e sacrificò le proprie chance di vittoria lavorando per mantenere alto il ritmo a favore del suo capitano. Alla fine, furono cinque gli uomini che si disputarono la volata nel velodromo di Roubaix, e Post si aggiudicò lo sprint finale battendo il campione del mondo Benoni Beheyt. Il ritmo elevato assicurò a Post anche il primato di velocità tra i vincitori di una classica ("Nastro giallo"), avendo percorso i 265 km a una media di 45,131 km/h. Questo record, battuto solo nel 1975 per quanto riguarda le classiche sopra i 200 km e nel 2023 per quanto riguarda la Parigi-Roubaix, nonostante da allora il percorso ha subito delle modifiche.
Nel 1965 Post fece la sua unica comparsa al Tour de France, ma abbandonò la corsa prima del traguardo di Parigi. In seguito ammise di avere fatto uso di doping nel corso del Tour. Successivamente il suo unico piazzamento di rilievo nelle corse su strada fu, nel 1967, il secondo posto in volata contro Eddy Merckx nella Freccia Vallone (era giunto terzo nelle edizioni del 1963 e 1964), oltre a qualche vittoria in corse minori. Post fu votato "sportivo olandese dell'anno" nel 1964 e "ciclista olandese dell'anno" nel 1963 e nel 1970.

### Carriera su pista
Post partecipò alla sua prima sei giorni nel 1956 e la sua prima vittoria arrivò nel 1957 a Chicago, in coppia con Harm Smits. Ebbe soprattutto tre partner con cui vinse il maggior numero di Sei giorni: nel 1960 fece coppia con Rik Van Looy, e con lui vinse 10 gare; nel 1963 costituì la coppia che vinse più gare con lo svizzero Fritz Pfenninger, con cui collezionò 19 vittorie fino al 1967, anno in cui Post si unì al belga Patrick Sercu, con cui vinse 14 volte fino al 1971, anno della sua ultima e sessantacinquesima vittoria, nella sei giorni di Francoforte. Per qualche anno le 65 vittorie nelle sei giorni di Post costituirono un record, che superava quello precedente di 40 vittorie detenuto da Rik van Steenbergen (il sorpasso si ebbe in occasione della Sei giorni di Milano del 1968, vinta in coppia con Gianni Motta). In seguito il record è stato superato da René Pijnen (72 vittorie), Danny Clark (74 vittorie) e Patrick Sercu (attuale detentore, con 88 vittorie).
Post vinse per sei volte il titolo di campione olandese dell'inseguimento tra il 1957 e il 1963. Si aggiudicò anche 14 titoli europei su pista (perlopiù nell'americana e nel mezzofondo). Nel 1965 ad Anversa stabilì il record dell'ora dietro motori con 63,783 km, superando il record precedente di Stan Ockers che resisteva da nove anni.

## Dopo il ritiro
Post si ritirò dalle corse il 22 gennaio 1972, all'età di 38 anni, e divenne direttore sportivo della TI-Raleigh all'inizio della stagione 1974. Non era solo un ex-ciclista che conosceva bene l'ambiente sportivo, ma anche un accorto uomo d'affari che sapeva condurre trattative con gli sponsor. Si guadagnò la fama di dirigente autoritario e ambizioso: i successi che colse guidando dall'ammiraglia corridori come Hennie Kuiper, Gerrie Knetemann, Jan Raas e Joop Zoetemelk (tutti olandesi) fecero della TI-Raleigh una delle squadre più vincenti tra la seconda metà degli anni 1970 e i primi anni 1980.
Secondo alcuni Post fu, similmente a Rinus Michels con il calcio totale, il primo a ideare e mettere in pratica nei suoi team una sorta di "ciclismo totale". Se in passato le formazioni erano strutturate in maniera "piramidale", con tanti gregari preposti a costruire la corsa per un unico leader/campione, l'idea di ciclismo di Post – successivamente ripresa da quasi tutti i direttori sportivi – andò in una direzione diversa, fondando le basi sull'inserimento in squadra di più atleti completi, capaci di prendere l'iniziativa in gara e di lavorare insieme per assicurare il successo al compagno più in forma. I ciclisti diretti da Post conquistarono almeno una volta tutte le classiche, e ottennero in dieci stagioni ben 55 successi di tappa al Tour de France, con, solo nell'edizione 1980 della Grande Boucle (vinta dallo stesso Zoetemelk), undici vittorie parziali su 25 frazioni.
Nel 1983 la Raleigh smise di sponsorizzare la squadra e Post trovò un nuovo sponsor, la Panasonic. I successi non si arrestarono, questa volta arrivarono ad opera di atleti perlopiù non olandesi, come Robert Millar, Phil Anderson, Eric Vanderaerden, Vjačeslav Ekimov, Olaf Ludwig e Maurizio Fondriest. Dopo il ritiro della Panasonic, Post diresse la Novemail-Histor, prima di abbandonare il ciclismo nel 1995. Nel 2005 tornò attivo nel mondo del ciclismo come consulente della squadra Rabobank. Fu negli stessi anni anche organizzatore delle Sei giorni di Maastricht e di Rotterdam. Morì il 14 gennaio 2011 all'età di 77 anni.
Le numerosissime vittorie conseguite dai suoi ciclisti pongono Post al secondo posto tra i direttori sportivi più vincenti nella storia del ciclismo professionistico, alle spalle del solo Guillaume Driessens, DS di Eddy Merckx.

## Palmarès

### Strada
- 1958 (Radium, una vittoria)

1ª tappa Giro dei Paesi Bassi (Amsterdam > Leeuwarden)
- 1960 (Radium, due vittorie)

2ª tappa, 1ª semitappa Giro dei Paesi Bassi (Heerenveen > Assen)
Classifica generale Giro dei Paesi Bassi
- 1961 (Radium, due vittorie)

6ª tappa Giro dei Paesi Bassi (Hamont-Achel > Genk)
7ª tappa Giro dei Paesi Bassi (Spekholzerheide > Spekholzerheide)
- 1962 (Flandria, tre vittorie)

Tour du Limbourg
4ª tappa Giro di Germania (Kassel > Hannover)
Classifica generale Giro di Germania
- 1963 (Molteni, una vittoria)

Classifica generale Giro del Belgio
- 1964 (Flandria, tre vittorie)

Parigi-Roubaix
3ª tappa, 1ª semitappa Giro del Belgio (Châtelet > Namur)
3ª tappa, 2ª semitappa Giro del Belgio (Cittadella di Namur, cronometro)
- 1965 (Flandria, una vittoria)

GP Flandria
- 1967 (Willem II, una vittoria)

GP Orchies
- 1968 (Willem II, una vittoria)

Flèche Anversoise

#### Altri successi
- 1961 (Radium)

9ª tappa, 1ª semitappa Giro dei Paesi Bassi (Zundert > Steenbergen, cronosquadre)
- 1963 (Molteni)

Friese Elfstedentocht
- 1964 (Flandria)

Circuit Vallée de la Lys

### Pista
- 1957

Sei giorni di Chicago (con Harm Smits)
- 1959

Sei giorni di Anversa (con Gerrit Schulte e Klaus Bugdahl)
Sei giorni di Bruxelles (con Gerrit Schulte)
Sei giorni di Münster (con Lucien Gillen)
- 1960

Sei giorni di Anversa (con Gerrit Schulte)
Sei giorni di Berlino (con Rik van Looy)
Sei giorni di Gand (con Rik van Looy)
- 1961

Sei giorni di Colonia (con Rik van Looy)
Sei giorni di Anversa (con Rik van Looy e Willy Vannitsen)
Sei giorni di Bruxelles (con Rik van Looy)
Sei giorni di Gand (con Rik van Looy)
- 1962

Campionati europei di derny
Sei giorni di Berlino (con Rik van Looy)
Sei giorni di Anversa (con Rik van Looy)
Sei giorni di Dortmund (con Rik van Looy)
- 1963

Campionati europei di derny
Sei giorni di Colonia (con Fritz Pfenninger)
Sei giorni di Milano (con Ferdinando Terruzzi)
Sei giorni di Bruxelles (con Fritz Pfenninger)
Sei giorni di Zurigo (con Fritz Pfenninger)
- 1964

Campionati europei di derny
Sei giorni di Colonia (con Hans Junkermann)
Sei giorni di Anversa (con Fritz Pfenninger e Noël Foré)
Sei giorni di Berlino (con Fritz Pfenninger)
Sei giorni di Bruxelles (con Fritz Pfenninger)
Sei giorni di Zurigo (con Fritz Pfenninger)
- 1965

Campionati europei di derny
Sei giorni di Berlino (con Fritz Pfenninger)
Sei giorni di Essen (con Rik van Steenbergen)
Sei giorni di Anversa (con Klaus Bugdahl e Jan Janssen)
Sei giorni di Dortmund (con Fritz Pfenninger)
Sei giorni di Bruxelles (con Tom Simpson)
Sei giorni di Zurigo (con Fritz Pfenninger)
- 1966

Campionati europei di derny
Sei giorni di Essen (con Fritz Pfenninger)
Sei giorni di Milano (con Gianni Motta)
Sei giorni di Anversa (con Fritz Pfenninger e Jan Janssen)
Sei giorni di Gand (con Fritz Pfenninger)
Sei giorni di Amsterdam (con Fritz Pfenninger)
- 1967

Campionati europei di derny
Sei giorni di Brema (con Fritz Pfenninger)
Sei giorni di Essen (con Fritz Pfenninger)
Sei giorni di Anversa (con Fritz Pfenninger e Jan Janssen)
Sei giorni di Milano (con Gianni Motta)
Sei giorni di Berlino (con Klaus Bugdahl)
Sei giorni di Francoforte (con Fritz Pfenninger)
- 1968

Sei giorni di Milano (con Gianni Motta)
Sei giorni di Rotterdam (con Patrick Sercu)
Sei giorni di Londra (con Patrick Sercu)
Sei giorni di Berlino (con Wolfgang Schulze)
Sei giorni di Gand (con Leo Duyndam)
- 1969

Campionati europei di derny
Sei giorni di Brema (con Patrick Sercu)
Sei giorni di Anversa (con Patrick Sercu e Rik van Looy)
Sei giorni di Rotterdam (con Romain Deloof)
Sei giorni di Londra (con Patrick Sercu)
Sei giorni di Dortmund (con Patrick Sercu)
Sei giorni di Francoforte (con Patrick Sercu)
Sei giorni di Amsterdam (con Romain Deloof)
- 1970

Campionati europei di derny
Sei giorni di Colonia (con Patrick Sercu)
Sei giorni di Brema (con Patrick Sercu)
Sei giorni di Anversa (con René Pijnen e Klaus Bugdahl)
Sei giorni di Groningen (con Jan Janssen)
Sei giorni di Londra (con Patrick Sercu)
Sei giorni di Bruxelles (con Jack Mourioux)
Sei giorni di Zurigo (con Fritz Pfenninger e Erich Spahn)
- 1971

Sei giorni di Rotterdam (con Patrick Sercu)
Sei giorni di Grenoble (con Alain van Lancker)
Sei giorni di Anversa (con René Pijnen e Leo Duyndam)
Sei giorni di Londra (con Patrick Sercu)
Sei giorni di Berlino (con Patrick Sercu)
Sei giorni di Francoforte (con Patrick Sercu)

## Piazzamenti

### Grandi Giri
- Tour de France

1965: ritirato (9ª tappa)

### Classiche monumento
- Milano-Sanremo

1962: 34º
1964: 36º
- Giro delle Fiandre

1959: 35º
1964: 12º
1966: 41º
1967: 70º
- Parigi-Roubaix

1963: 7º
1964: vincitore
1966: 30º
- Liegi-Bastogne-Liegi

1968: 105º
1969: 105º

### Competizioni mondiali
- Campionati del mondo

Ronse 1963 - In linea: 19º
Sallanches 1964 - In linea: 17º
San Sebastián 1965 - In linea: 4º
Heerlen 1967 - In linea: 11º
Imola 1968 - In linea: ritirato

### Competizioni europee
- Campionati europei di ciclismo su pista-Omnium maschile

Campionati europei di ciclismo su pista 1964 Omnium Endurance: 1º

## Riconoscimenti
- Sportivo olandese dell'anno nel 1963
- Nastro giallo nel 1964
- Trofeo Gerrit Schulte nel 1963 e 1970